# Carcharoda erlangeri
Carcharoda erlangeri là một loài bướm đêm trong họ Noctuidae.